# ダニエル・ビュラン

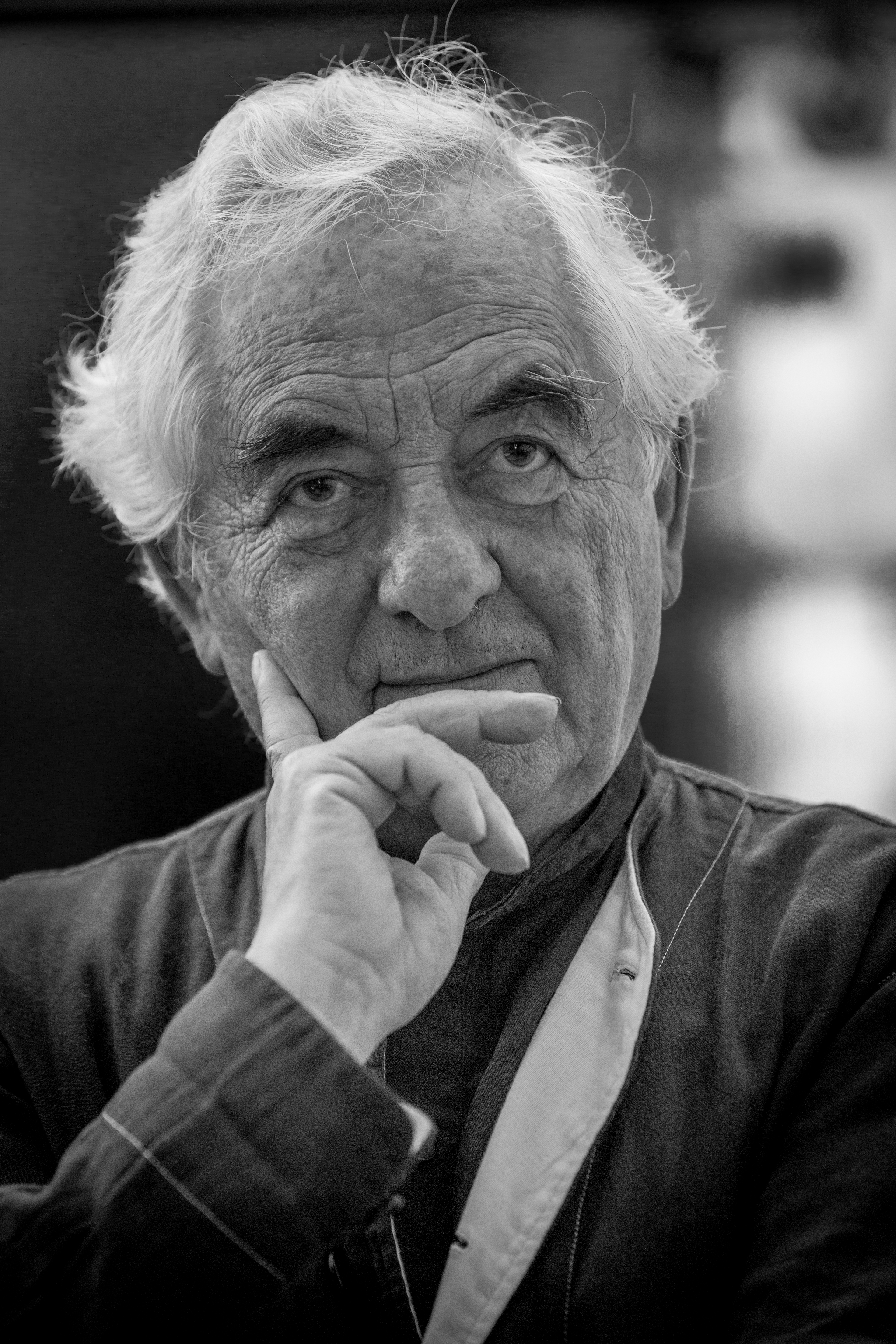
ダニエル・ビュラン（ビュレンヌ）, 2014.

ダニエル・ビュラン（ビュレンヌ） （Daniel Buren, 1938年3月25日 - ）は、フランスのコンセプチュアルアーティスト。ストライプ柄を使用したインスタレーション作品で知られる。

## 作品
時にアブストラクト・アートやミニマル・アートとしてカテゴリ分けされる彼の代表的な作品は一定の幅のカラーのストライプ模様を使ったものである。作品は主にサイトスペシフィックインスタレーションであり、可視表面と建築空間との統合を目的とし、それは特に歴史的、ランドマーク的建築物において発揮される。

### 初期作品
1960年パリのEcole Nationale Supérieure des Métiers d'Artを卒業。1960年代初期には絵画制作を開始。1965年にカリブ海ヴァージン諸島セント・クロイ島のGrapetree Bay Hotelでのフレスコ画制作依頼を受けた際に垂直のストライプ模様を残した。白と一色のカラーで構成され、それは彼のトレードマークとなった。フランスで一般的に使われている日除け（オーニング）用のキャンバス地に由来するこの8.7cmストライプ柄は、サイトスペシフィックな作品において状況とアートとを視覚的に関連づけ、空間そのものではなく空間における言語の形態として用いられている。ストライプ柄を視覚的装置あるいは「見るための道具」として示すことにより、ビュランは鑑賞者を芸術に関する伝統的な考えに対する批評的な観点へと導いている。
ビュランはストライプ柄を無断のパブリックアートとして使いはじめた。1968年に行われた通称affichages sauvages（無秩序な張り紙）において彼は何百枚ものストライプ柄のポスターをパリ中に貼り、その後100カ所のメトロの駅に匿名で貼った。1970年6月、ビュランはストライプ柄をロサンゼルスのバス停のベンチに無許可で貼りつけた。1968年にミラノで行われた最初の個展では、ストライプ柄でギャラリーの入り口を塞いだ。このアイデアを延長させ、1971年のグッゲンハイム美術館での展示Peinture-Scupture では建物の吹き抜けを仕切る6階分の巨大な垂れ幕を制作した。1973年のNYでの最初の個展Within and Beyond the Frame ではギャラリー内から外に向かって向かいのビルまで19枚の白黒のストライプ柄の布を吊るした。9枚はギャラリー内、9枚は外にあり、中間の1枚は展示期間中取り外された窓枠の中間地点にある。1977年、ビュランは1969年に制作した作品の一つを切断しOne Painting in Four Elements for One Wall (1977)という新たな作品にした。これは一枚の壁の四隅に掛けるように作られたもので、何も無い壁、扉や窓のある場所、さらには他の作品がすでにある場所にも展示する事ができる。コンセプチュアルアーティストとしてビュランは伝統的な美術館とギャラリーシステムに抗議し、また同時に高い需要と共に成長してきたこのシステムを通じて、視覚的そして空間的な大胆さをもって作品を提示してきたとみなされている。

### インスタレーション
1960年代からビュランはアメリカ、ベルギー、フランス、ドイツなどにおいて恒久的なサイトスペシフィックインスタレーションを制作してきた。1986年にはパレ・ロワイヤルの中庭に3,000平方メートルのインスタレーション作品Les deux plateaux を制作。通称「Colonnes de Buren（ビュランの円柱）」と呼ばれているこの作品は歴史的建造物とコンテンポラリー・アートの統合に関しての議論を巻き起こした。1993年ジャン＝ピエール・レイノーとのコラボレーションでルーブル美術館のカフェ・リシュリューにおいてインスタレーション作品Poser/Déposer/Exposerを制作。
1990年代からはさらに建築的なインスタレーションへと発展し、展示場所はシティーセンター (A Colored Square in the Sky (2007))、公園 (La Cabane Éclatée aux 4 Salles (2005))、美術館全体 (The Eye of the Storm (2005))、浜辺 (Le Vent soufle où il veut (2009)) にまで及ぶ。ニュージーランドのGibbs Farmで制作されたGreen and White Fence (1999/2000)では牧場の起伏に沿ってフェンスの役目を果たすポール状の立体作品を4mごとに設置した。2004年のフランス中国文化年において北京の天壇でDe l'azur au Temple du CIelを制作。2009年にはカリフォルニア州パサデナにおいて二千枚以上のフラッグを用いたA Rainbow in the Skyを制作した。
ビュレンはエルメスと繰り返しコラボレーションを行ってきた。2000年ブリュッセルにてエルメスの最初のギャラリー「ラ・ヴェリエール」のオープニングを飾り、その後ソウルの「アトリエ・エルメス」のオープニングにあたってFiltres colorésというカラーパネルを使った作品を制作した。2010年には「カレ」の限定版として写真とストライプ模様によるスカーフをデザインした。これには1950年代からphotos-souvenirsシリーズで撮影されてきた世界中の自身の作品や旅行の膨大なドキュメンタリー写真が使用されている。
2013年春夏コレクションにおいてルイ・ヴィトンとコラボレーションを行った。

### パフォーマンス
Voile/Toile - Toile/Voile は1975年ベルリンで行われたパフォーマンス。まず9艇のオプティミスト（小型ヨット）に一番隅の二本の白いラインだけが白くペイントされた9点のストライプ柄の帆布が取り付けられ、ボートレースが行われる。その後美術館において9枚の帆がレースの着順に左から右に向かって展示される。このパフォーマンスはその後数回にわたって各国の美術館で実施された。
1982年イタリアのジェナッツァーノで行われたグループ展において最初に始められたLa zattera di Babeleと Couleurs suerposéesは一時間にわたるパフォーマンス作品。作家の指示により5人の出演者がストライプ柄の紙を貼った後に一部を剥がしていき、観客は色がレイヤー状に出現する様を目の当たりにする。